# Paradelphomyia angustistyla
Paradelphomyia angustistyla är en tvåvingeart som beskrevs av Alexander 1970. Paradelphomyia angustistyla ingår i släktet Paradelphomyia och familjen småharkrankar. Inga underarter finns listade i Catalogue of Life.